# ایچکه-جرگز (شهرستان آق‌سو)
ایچکه-جرگز (به لاتین: Ichke-Jergez) یک منطقهٔ مسکونی در قرقیزستان است که در شهرستان آق‌سو، قرقیزستان واقع شده‌است. ایچکه-جرگز ۱٬۹۱۳ نفر جمعیت دارد و ۱٬۸۴۵ متر بالاتر از سطح دریا واقع شده‌است.